# David Fredrik von Wachenfeldt
David Fredrik von Wachenfeldt, född 27 maj 1687 i Güstrow, Mecklenburg-Güstrow, död 26 oktober 1735 i Tingstads församling, Östergötland, var en svensk militär.

## Biografi
David Fredrik von Wachenfeldt föddes 1687 i Güstrow. Han var son till överstelöjtnanten David Fredrik von Wachenfeldt och Barbara Maria Kistmacher. von Wachenfeldts militära karriär inleddes 22 september 1710 när han blev kornett vid bremiska dragonregementet, konfirmerad fullmakt 13 januari 1715. I detta regemente var han med om belägringen av Tönning under vilken han blev tillfångatagen 15 maj 1713. Han kom hem igen år 1714 och blev 24 januari 1715 befordrad till löjtnant för att sedan ta avsked som kapten 30 september 1719. Von Wachenfeldt avled 1735 på Myckleby i Tingstads socken vid 48 års ålder.

### Familj

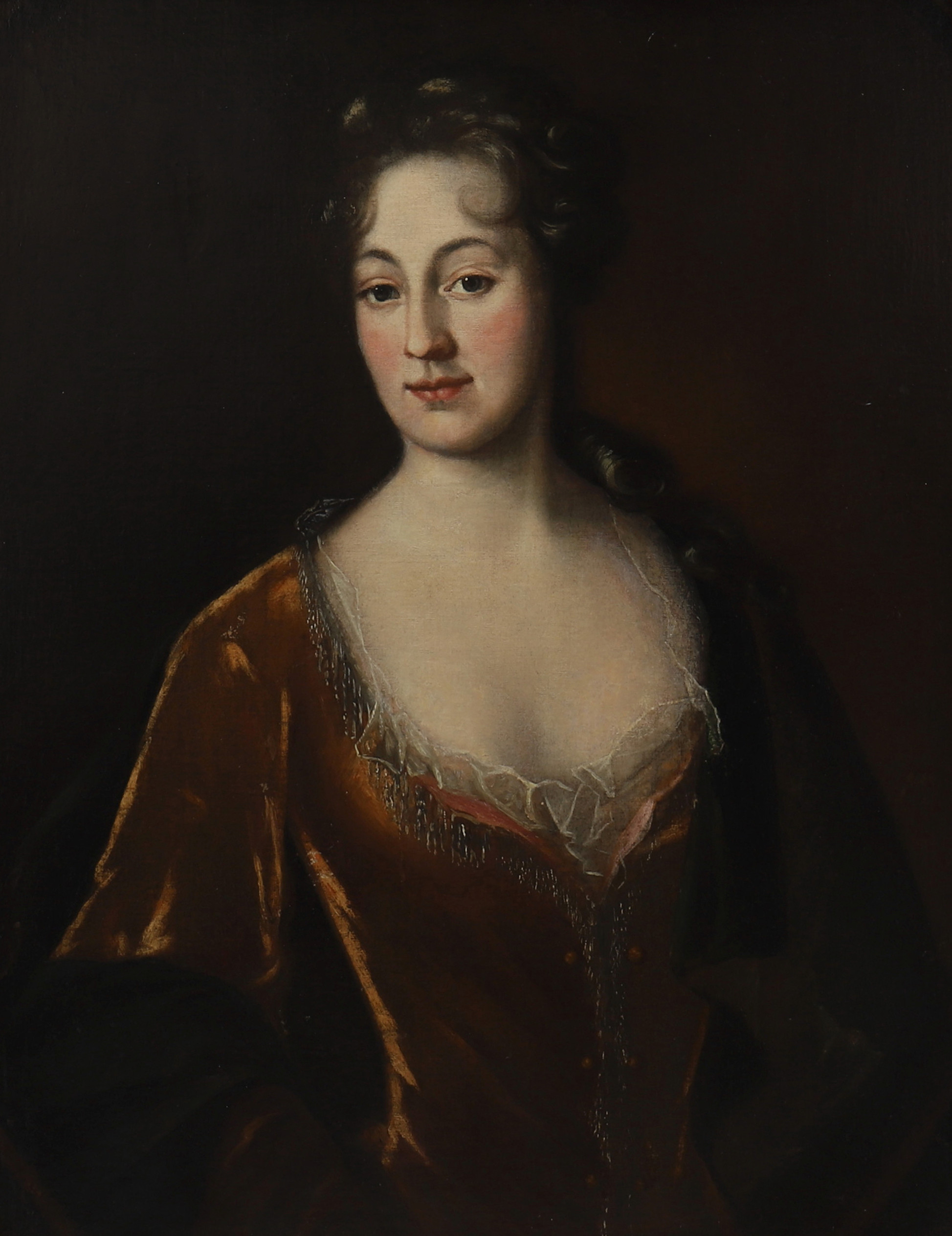
Hedvig Sofia Kagg av Johann Heinrich Wedekind.

Von Wachenfeldt gifte sig 4 oktober 1719 med friherrinnan Hedvig Sofia Kagg (1702–1775), dotter till fänriken Didrik Kagg och Chatarina Charlotta Reuter af Skälboö. De fick tillsammans barnen Johan Fredrik von Wachenfeldt (1720–1720), majoren Carl Didrik von Wachenfeldt (1722–1777) i armén, Catharina Sofia von Wachenfeldt (1723–1810) som var gift med störhussekreteraren Lars Magnus Lindgren och löjtnanten Henrik Gyllenram, Hedvig Ulrika von Wachenfeldt (1724–1741), Eriana von Wachenfeldt (1726–1795) som var gift med majoren Hans Gustaf Silfverlåås, kaptenen David Fredrik von Wachenfeldt (1728–1798) i Älvsborgs regemente, Anna Christina von Wachenfeldt (1730–1804), gift Gjerling och Eva Maria von Wachenfeldt (1732–1811) som var gift med volontären Peter Paul Ljungstedt.